# Sporthalle am Tor II
Die Sporthalle am Tor II ist eine Sporthalle in der Stadt Premnitz. Sie war Trainings- und Wettkampfstätte des Leistungssports in der Stadt und Austragungsort von Spielen der DDR-Handballoberliga und von Länderspielen. Die Halle wird vom TSV Chemie Premnitz (bis 1990 BSG Chemie Premnitz) genutzt.

## Geschichte

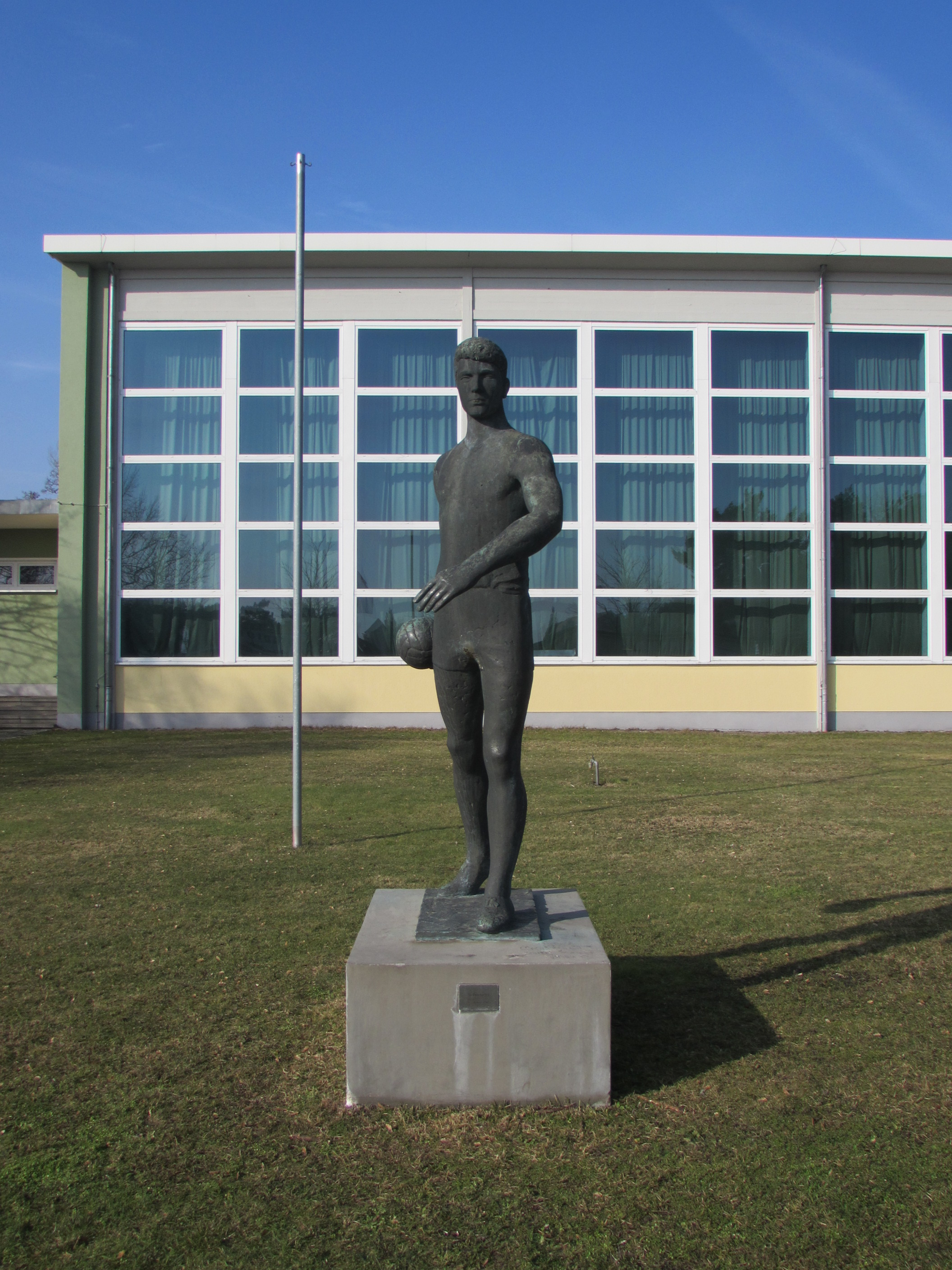
Die Skulptur Siebenmeter des Künstlers Karl Mertens vor der Halle

Die Handballabteilung der BSG Chemie Premnitz spielte in der DDR wiederholt erstklassig. So erreichte man 1949/1950 und 1950/51 die Endrunde um die Hallenhandballmeisterschaft der DDR. 1960 gelang nach einigen Jahren in der Zweitklassigkeit erstmals der Aufstieg in die Hallenhandballoberliga. Da die bestehende Infrastruktur keine idealen Verhältnisse bot, entschied man sich bereits in den 1950er Jahren, eine neue, für den Wettkampfsport geeignete Halle mit einer Spielfläche mit internationalen Abmessungen zu errichten.
Der Bau mit Kosten von etwa 1.300.000 Mark wurden in Höhe von 300.000 Mark durch staatliche Totomittel und etwa 1.000.000 Mark durch Gelder des Chemiefaserwerks Premnitz, dem Trägerbetrieb der BSG Chemie, finanziert. Bis 1962 wurde der Bau vollendet. Es war die erste Sporthalle ihrer Art im damaligen Bezirk Potsdam. Sie ist über einen Zwischenbau mit dem Premnitzer Kulturhaus baulich verbunden. Eröffnet wurde sie mit einem Handballturnier. An der Außenwand im Eingangsbereich der Halle wurde eine Plastik installiert und 1963 wurde vor der Halle die Skulptur Siebenmeter aus Bronze vom Künstler Karl Mertens aufgestellt.
In der Folge trug die BSG Chemie Premnitz unter anderem ihre Erst- und Zweitligaspiele in der Halle aus. Weitere Veranstaltungen waren beispielsweise verschiedene Bezirksmeisterschaften, Länderkämpfe im Turnen, Länderspiele im Volleyball und Hallenfußball-, Tennis- und Leichtathletikturniere. 1972 und 1976 fanden die jeweiligen Finalturniere im DHV-Pokal der Damen, dem Pokalwettbewerb für die Oberligamannschaften, in der Sporthalle am Tor II statt. Die Halbfinals 1976 fanden am 13. Dezember, das Endspiel zwischen dem SC Magdeburg und dem SC Leipzig am 14. Dezember statt. Magdeburg gewann 18:13. Am 4. April 1980 spielte die Nationalmannschaft der DDR in der Premnitzer Sporthalle am Tor II gegen Japan. Die DDR gewann das Spiel 26:14.
Neben der BSG beziehungsweise dem TSV Chemie nutzten und nutzen weitere Sportvereine der Umgebung und Premnitzer Schulen die Halle.

## Einzelbelege
1. ↑  Pokalsieger in der DDR (Frauen). Eingesehen am 15. März 2016.
2. ↑  Saisonbilanzen DDR-Meisterschaft, DDR-Liga und Oberliga Frauen (Hallenhandball) 1950 - 1991. Eingesehen am 15. März 2016.
3. ↑  Neues Deutschland. Erschienen am 5. April 1980, eingesehen am 16. Februar 2015.
4. ↑  Sportstätten-Sporthalle am Tor II. Eingesehen am 16. Februar 2015.